# Grije nas isto sunce

Grije nas isto sunce je prvi studijski album pulsko-zagrebačkog sastava Radio Aktiv. 

## O albumu
Snimanje albuma odvijalo se u privatnom studiju u Zagrebu od početka studenog 2011. godine, uz nekoliko višetjednih pauzi, do travnja 2012. Nakon najavnih singlova Vrtimo se i Svaku noć, svaki dan, album je objavljen u koprodukciji Spone i Aquarius recordsa u listopadu 2012. godine.

## Popis pjesama
| Br. | Skladba                | Trajanje |
| --- | ---------------------- | -------- |
| 1.  | »Svaku noć, svaki dan« | 3:33     |
| 2.  | »Vrtimo se«            | 3:20     |
| 3.  | »Stvaran svijet«       | 3:52     |
| 4.  | »Pravda«               | 3:24     |
| 5.  | »Senzacija«            | 3:22     |
| 6.  | »Vrijedi li«           | 3:48     |
| 7.  | »Piši kući propalo je« | 3:23     |
| 8.  | »Vremenu na volju«     | 3:28     |
| 9.  | »Ostao si sam«         | 3:33     |
| 10. | »Što god da bude«      | 3:16     |

#### Bonus skladba
| Br. | Skladba                                        | Trajanje |
| --- | ---------------------------------------------- | -------- |
| 11. | »Vrtimo se« (Drum & Brass Radio Corrado Remix) | 4:07     |

## Izvođači
- Branimir Čubrilo (pjevanje, električna i akustična gitara)
- Igor Vitasović (klavijatura, pjevanje, udaraljke, bubnjevi)
- Korado Vidulin (bubnjevi, udaraljke, loopovi)
- Domagoj Tafra (električna, akustična i klasična gitara, violina)
- Aleks Ravnić (bas-gitara, harmonika, pjevanje)
- Tihomir Prugovečki (truba, saksofon, pjevanje)
- Loris Quargnal (truba)
- Mauricio Vidulin (pjevanje, električna i akustična gitara)
- Nenad Grahovac (trombon)
- Mark Mrakovčić (glazbeni producent, loopovi, pjevanje)